# Hymenagaricus nigrovinosus
Hymenagaricus nigrovinosus är en svampart som först beskrevs av David Norman Pegler, och fick sitt nu gällande namn av Paul Heinemann 1981. Hymenagaricus nigrovinosus ingår i släktet Hymenagaricus och familjen Agaricaceae.   Inga underarter finns listade i Catalogue of Life.